# Twike

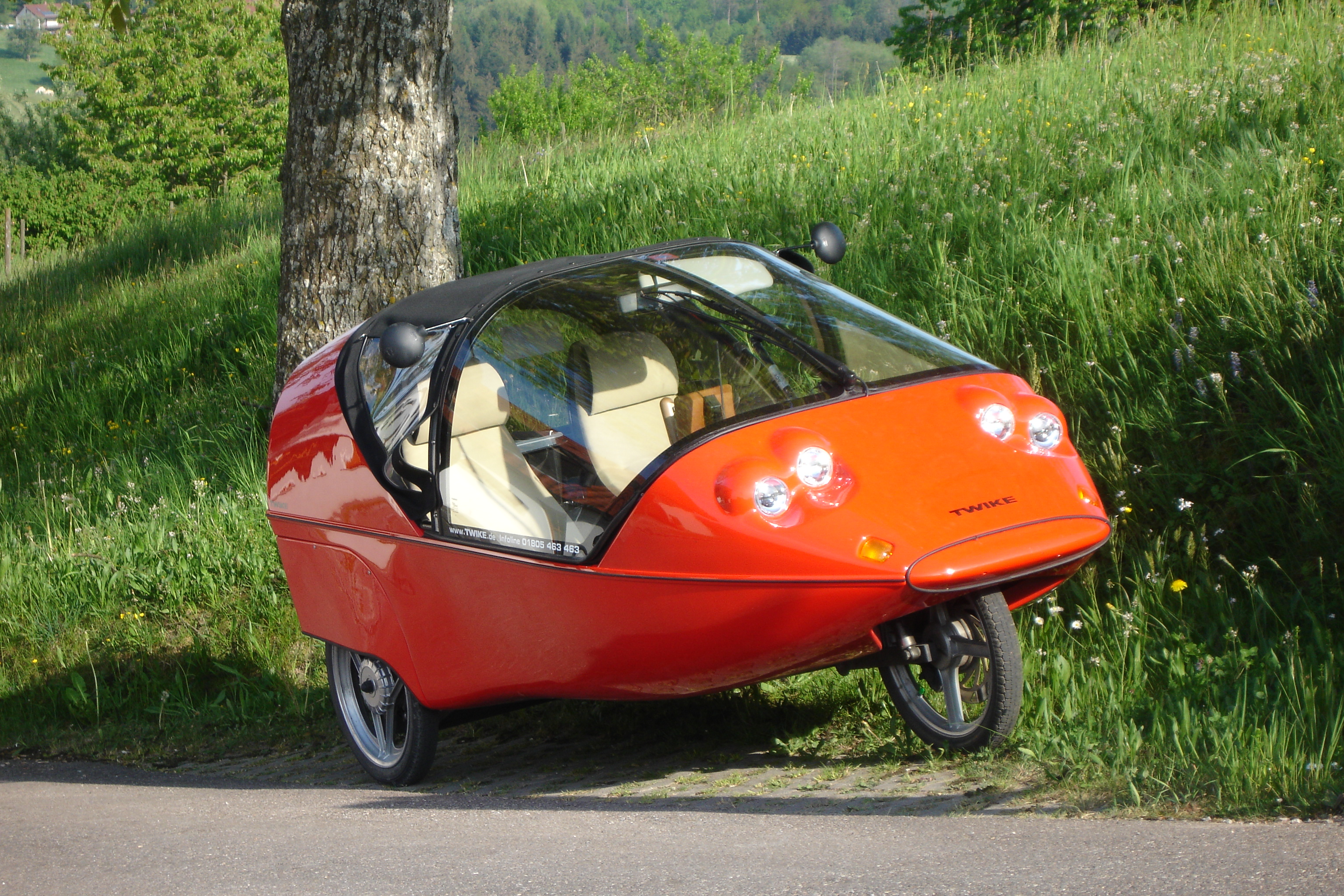
Twike, model Active

Twike (zkratka z anglického 'Tw'in 'bike') je hybridní vozidlo, kříženec velomobilu s elektromobilem určený k převážení dvoučlenné posádky se zavazadly. Není možné ho pohánět pouze lidskou silou, buď jede čistě na elektřinu, nebo na elektřinu s podporou člověka.
Vstup lidské síly se realizuje šlapáním jako na jízdním kole (v poloze vleže jako na lehokolech) a slouží k prodloužení dojezdové vzdálenosti. Ta je kromě podílu lidské síly značně závislá také na zátěži, stylu jízdy, profilu trati a jejím povrchu. Hlavním faktorem je však to, jaké jsou použity baterie – u NiCd akumulátorů je udáván dojezd 40–90 kilometrů, u NiMH akumulátorů až 200 kilometrů u Lithium-Mangan > 500 km.

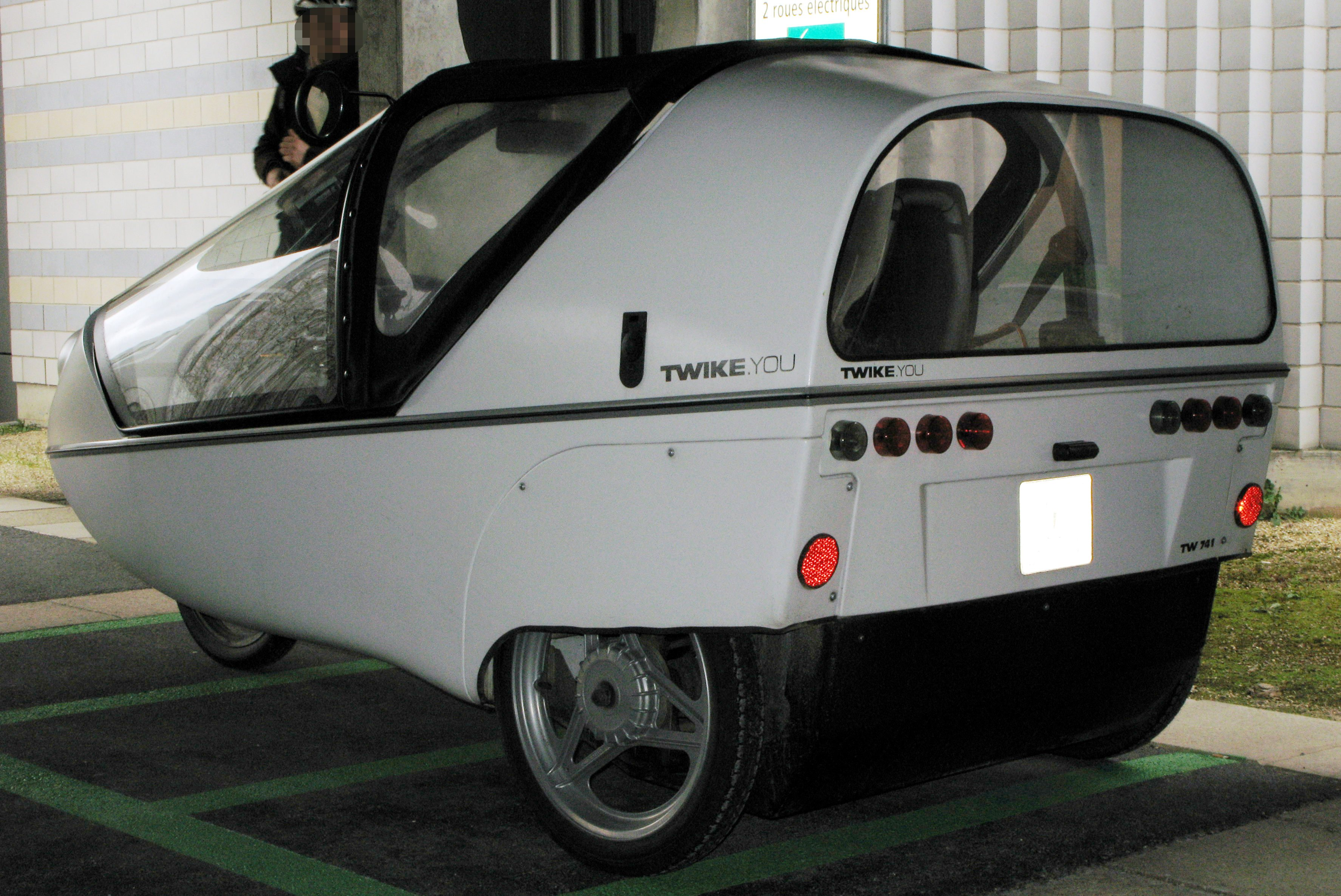
Pohled zezadu

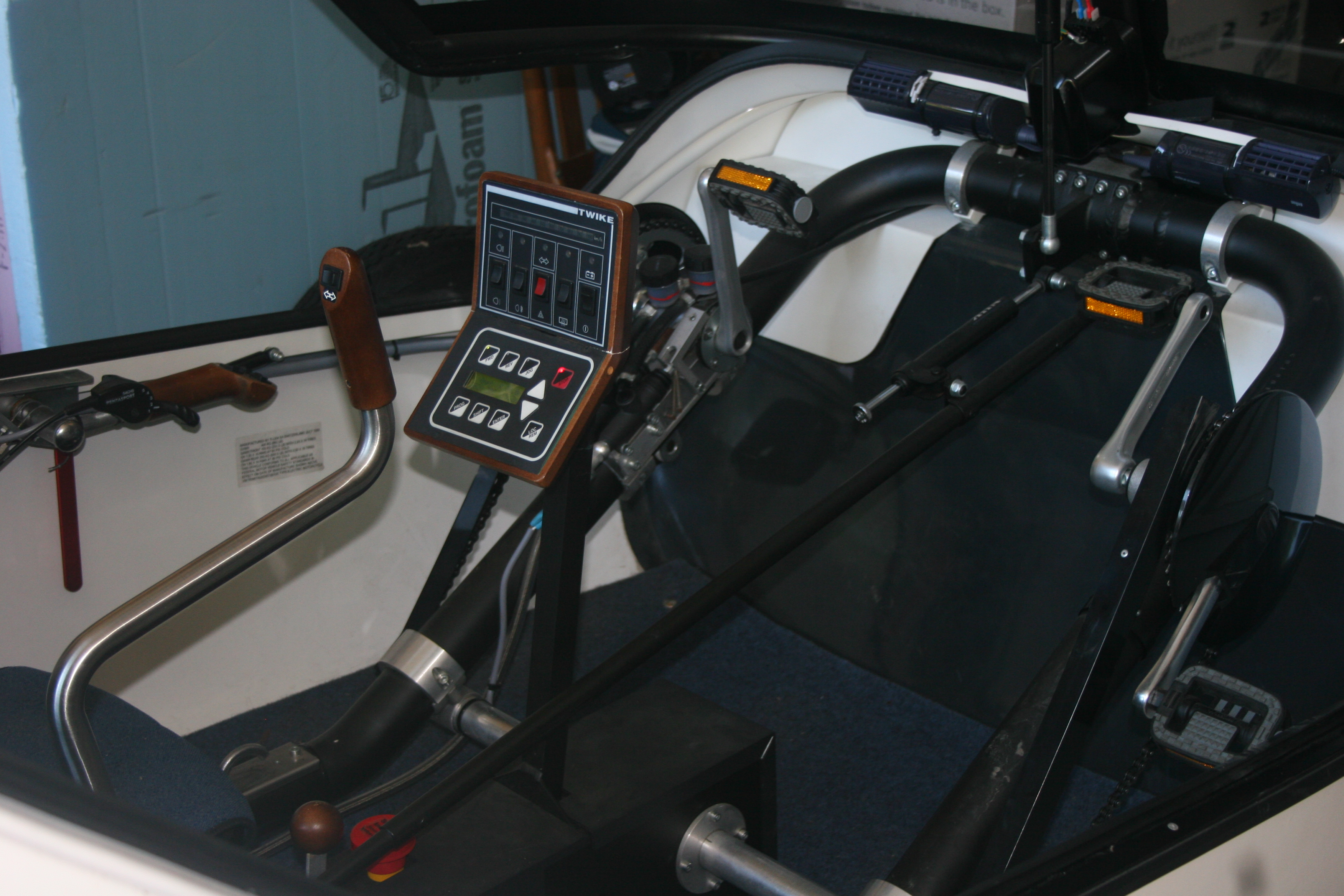
Interiér modelu z roku 1998

Twike je postaven s ohledem na váhu (typické použité materiály jsou hliník a plasty), nenaložený váží 246 kg. Použité akumulátory mají 336 voltů, jedná se buď o 3,3 kWh NiCd nebo o 6 kWh NiMH, které dodávají energie motoru o výkonu 3 kW. Ten dokáže vozidlo rozjet až na rychlost 85 kilometrů v hodině. Akumulátory lze nabíjet z běžné domácí zástrčky o napětí 230 V, nabití na plnou kapacitu trvá 1,5–2 hodiny u NiCd akumulátorů, 3 hodiny u NiMH akumulátorů. Kromě možného šlapání posádky je energie získávána také rekuperací při brzdění.
První model Twiku je z roku 1986, do dnešního dne[kdy?] již bylo postaveno nejméně 850 kusů.